# Виламаре (Салерно)
Виламаре (итал. Villammare) је насеље у Италији у округу Салерно, региону Кампанија.
Према процени из 2011. у насељу је живело 1019 становника. Насеље се налази на надморској висини од 25 м.